# شلالات ديفلز بونشباول

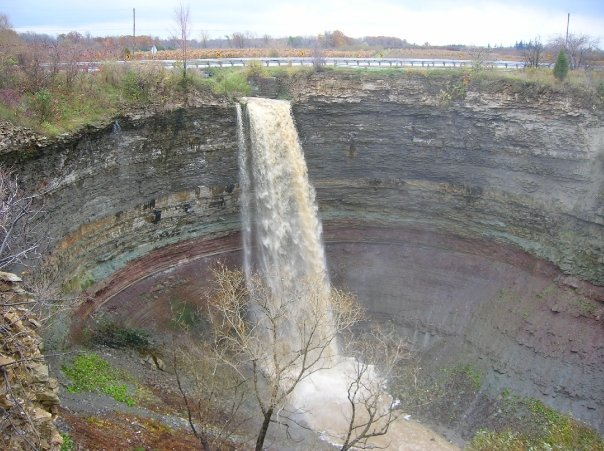

شلالات ديفلز بونشباول في كندا مقسمة إلى قسمين: القسم العلوي والقسم السفلي. الشلال العلوي هو شلال كلاسيكي، أما القسم الرئيسي وهو الشلال السفلي فهو شلال على شكل شريط، وهو يتواجد على بعد بضعة أمتار شمالي ديفلز بونشباول، ارتفاعه 7 أمتار وعرضه 7 أمتار، وبالقرب منه يتواجد مسار دوفاسكو 2000.
ديفلز بونشباول هو أحد أكثر المناظر إدهاشًا في خندق نياجارا، والذي تكون في نهاية العصر الجليدي بفعل المياه الذائبة.
من أسفل الشلال يمكن مشاهدة طبقات الصخور المتعددة الألوان في الخندق.